# Paul König (Autor)
Paul König (* 12. August 1933 in Baden, Kanton Aargau; † 23. März 2024 ebenda; Allianzname: Paul König-Hertig) war ein Schweizer Schriftsteller.

## Leben
Paul König wurde am 12. August 1933 in Baden, Kanton Aargau, als Sohn eines Elektrotechnikers geboren und wuchs dort auf. Er besuchte die Kantonsschule Aarau und studierte Geschichte, Germanistik und Philosophie an den Universitäten Zürich, Heidelberg, München und Basel. 1960 promovierte er in Basel bei Wolfram von den Steinen zum Dr. phil. Er unterrichtete von 1960 bis 1983 an verschiedenen Mittelschulen in der Schweiz und an der Bezirksschule Baden. Von 1973 bis 1980 sass er im aargauischen Verfassungsrat als Parteiloser in der Fraktion der Sozialdemokratischen Partei. Ab 1983 war er Hausmann und Schriftsteller in Baden, ab 2003 in Murten. König war mit Dorothea König-Hertig (* 19. Januar 1936; † 21. Juli 2015 in Murten) verheiratet und starb am 23. März 2024 in Baden.

## Wirken
Paul König befasste sich in seinen Schriften der Kirchen- und Religionsgeschichte. 1966 veröffentlichte er Die Schweiz im Licht der Geschichtschreibung, sein verbreitetstes Werk. 1993 veröffentlichte er seine Autobiographie Portrait einer Generation: mein Weg zum Zeitgenossen: Erinnerungen, Gedanken, Begegnungen. Den rechtskonservativen Intellektuellen Gonzague de Reynold würdigte er in mehreren Schriften. Paul König war von 1956 bis zu dessen Tod 1970 mit Gonzague de Reynold befreundet.
Ab 1998 war König Mitglied der Europäischen Akademie der Wissenschaften und Künste.
2013 übergab König einen Vorlass mit Unterlagen zu literarischem Schaffen und mit Korrespondenzen der Burgerbibliothek Bern.